# Raoul Arus
Pour les articles homonymes, voir Arus.
Jean Marie Joseph Arus, connu sous le nom de Raoul Arus, né à Nîmes le 6 novembre 1846 et mort à Paris 9e le 6 mai 1921, est un peintre français.

## Biographie
On lui doit essentiellement des sujets militaires tels : Artillerie prenant position et Une étape de cavaliers. Il est nommé chevalier de la Légion d'honneur le 11 octobre 1906.